# Megachile rubeola
Megachile rubeola är en biart som beskrevs av Pasteels 1965. Megachile rubeola ingår i släktet tapetserarbin, och familjen buksamlarbin. Inga underarter finns listade i Catalogue of Life.